# Tatarska Autonomna Sovjetska Socijalistička Republika
Tatarska Autonomna Sovjetska Socijalistička Republika (rus. Татарстан Автономияле Совет Социалистик Республикасы) bila je autnomna socjalistička repulika u sastavu Ruske Sovjetske Federativne Socijalističke Republike.
Osnovana je 27. svibnja 1920. kao jedna od prvih autonomnih republika Sovjetskog Saveza. Glavni grad Republike bio je Kazanj, u kojem se nalazilo sjedište Komunističke partije Republike Tatarstan.

## Povijest
Područje današnjega Tatarstana (i cijele Srednje Azije) do Listopadske revolucije 1917. bilo u sastavu Ruskog Carstva i podložno stalnom nametanju ruskoga jezika (porusivanju), kulture (rusijanizaciji) i pravoslavlja. Nakon revolucije, Tatari, Baškirci i Čuvaši udruženi u Kongres muslimana unutrašnjosti Rusije i Sibira 12. prosinca 1917. osnivaju Povolško-uralsku državu, kao pokušaj obnove Kazanjskoga Kanata.
Nakon što je Crvena armija porazila u travnju 1918. i zadnje Tatare koji su pružali otpor, područje Tatarstana postaje dio Sovjetskog Saveza, a dvije godine kasnije i zasebna republika sa sjedištem u Kazanju. Radi supresije otpora u Tatarskoj, sovjetski režim izazvao je umjetnu glad koja je trajala od 1921. do 1922. godine.
Nakon raspada Sovjetskog Saveza, područje Republike pripojeno je Ruskoj Federaciji kao Republika Tatarstan.